# Griffin Block
Il Griffin Block è uno storico edificio commerciale della città di Ithaca nello Stato di New York.

## Storia
L'edificio è stato eretto nel 1872 da William H. Griffin, membro del consiglio cittadino e agente assicurativo che qui installò il suo ufficio. Il progetto è dell'architetto Alfred B. Dale.

## Descrizione
Il palazzo occupa un lotto d'angolo con affaccio sui Commons nel centro della città di Ithaca.
L'edificio, sviluppato su quattro livelli, presenta uno stile italianeggiante. La facciata di mattoni rossi è ritmicamente scandita a intervalli pressoché regolari da aperture di eguali dimensioni.

## Galleria d'immagini

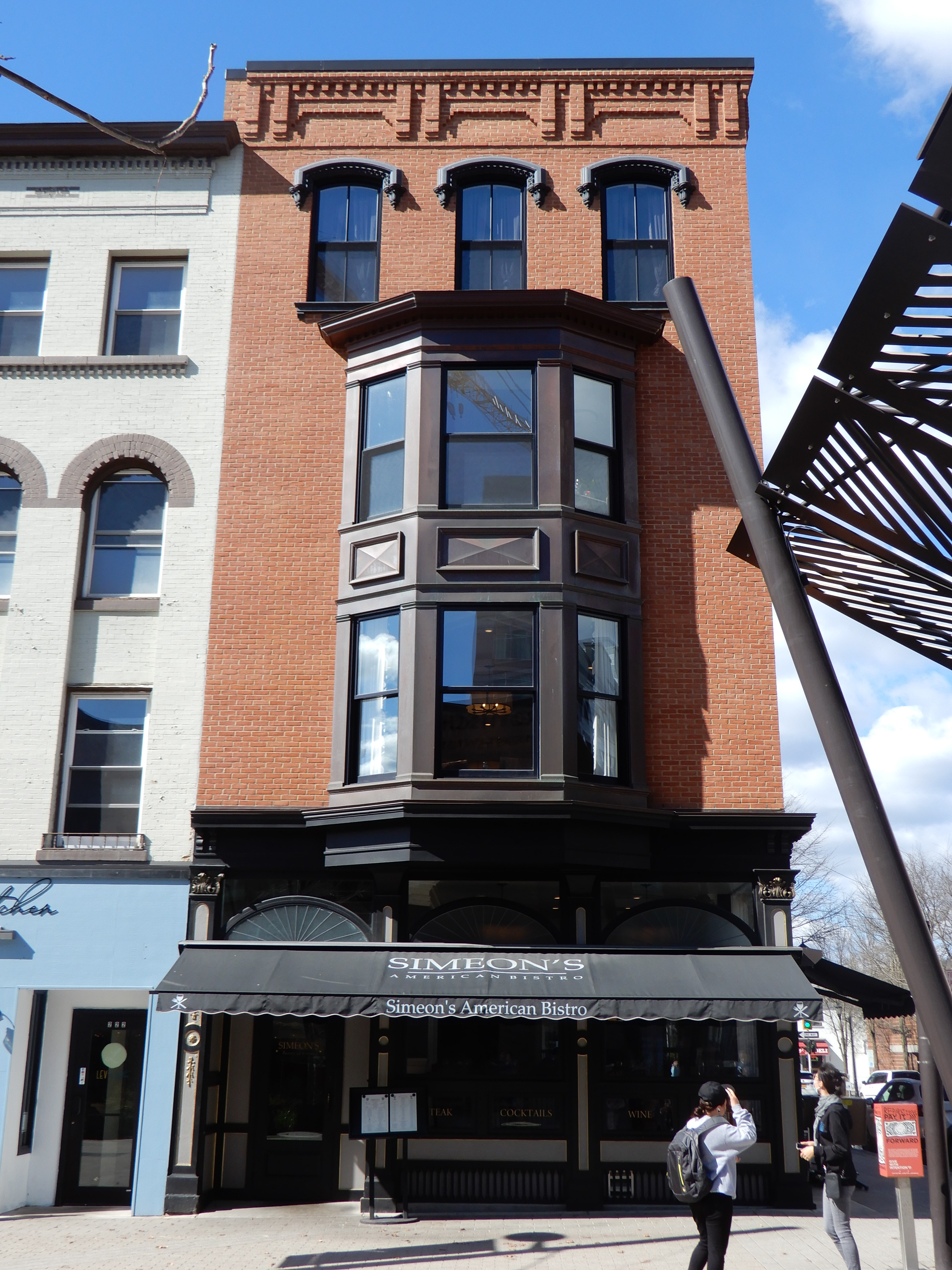
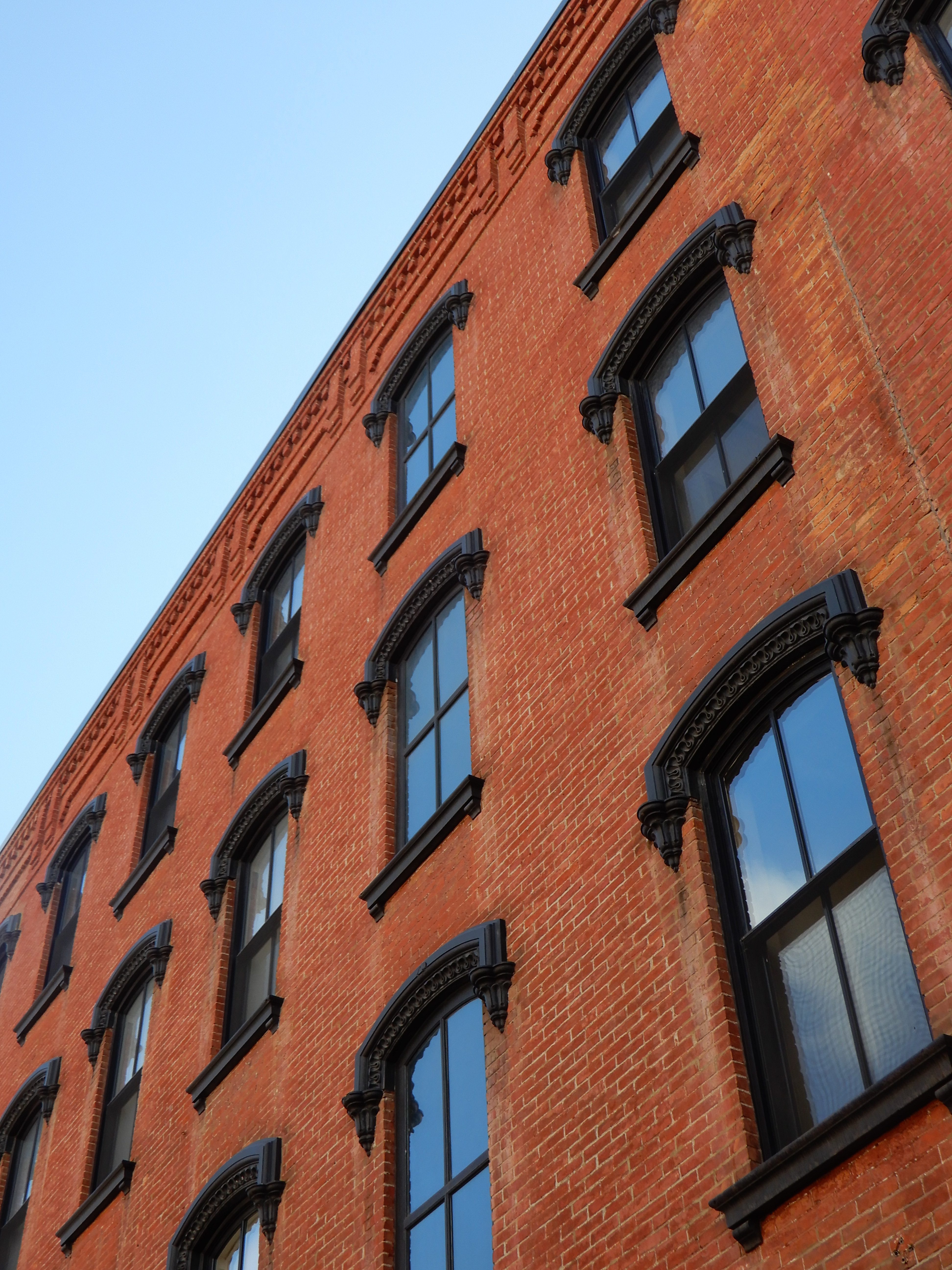
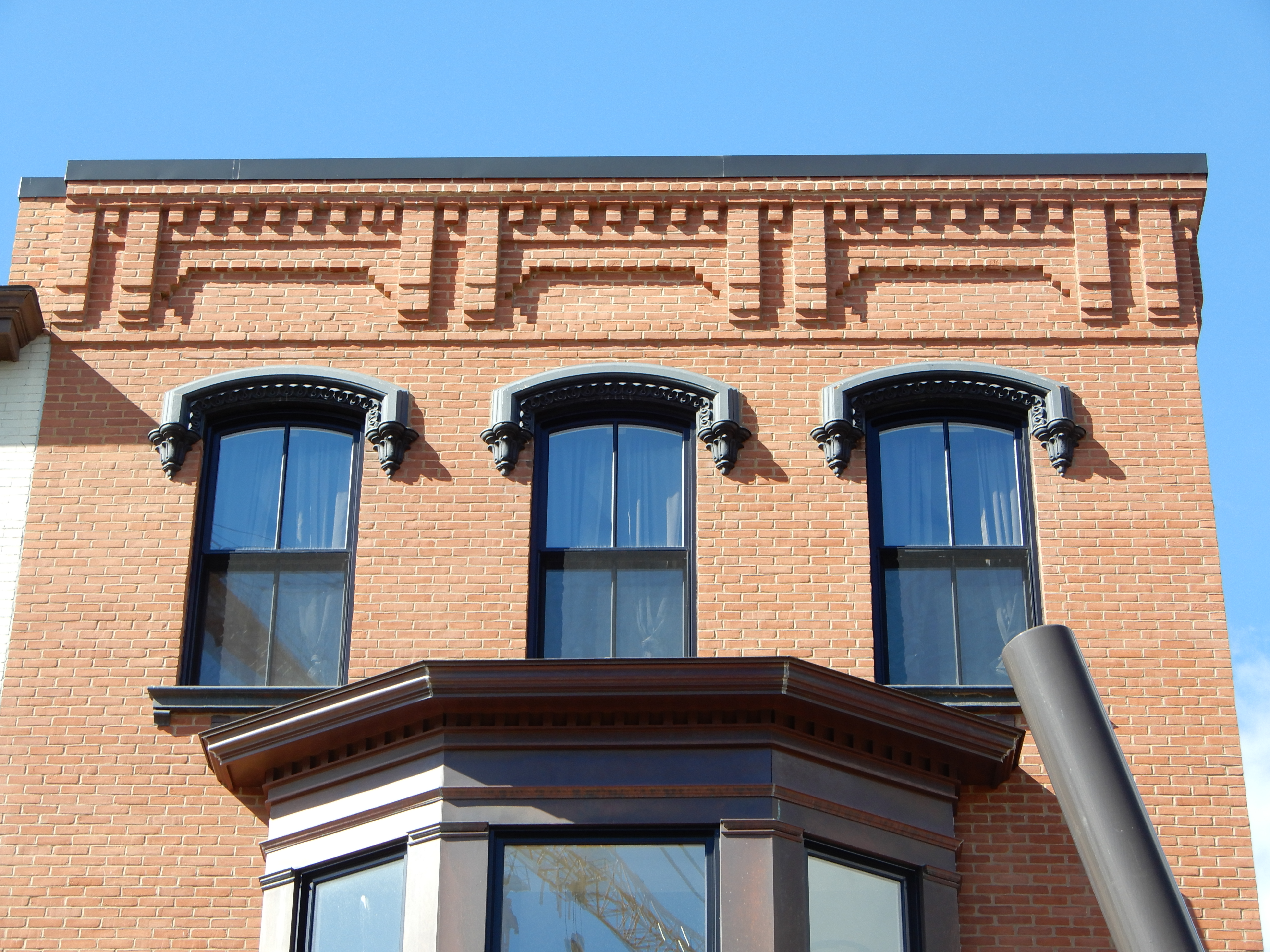